# Kücsük-kajnardzsi béke
A kücsük-kajnardzsi béke az 1768–1774 közti orosz–török háborút lezáró békekötés, amelyet 1774. július 21-én Kücsük-Kajnardzsiban (ma Kajnardzsa [Кайнарджа], Bulgária) kötött a két hadviselő fél, az Orosz Birodalom és az Oszmán Birodalom.

## Előzményei
A több éven át tartó orosz–török háború folyamán több béketárgyalásra került sor, de ezek mindig elakadtak a Fekete-tengeri hajózás kérdése miatt. Az orosz győzelemmel végződött kozludzsai csata (1774. július 8.) után I. Abdul Hamid szultán ismét tárgyalásokat kezdeményezett az orosz hadvezetéssel. Az oroszoknak is érdekében állt a tárgyalás, mert a Pugacsov-féle parasztháború is igénybe vette a katonai erőiket. A tárgyaló küldöttségek vezetői Nyikolaj Vasziljevics Repnyin herceg, illetve Ahmed és Ibrahim pasa voltak. A békeszerződés megkötését hosszas alkudozások előzték meg, és mindkét fél engedményekre kényszerült.

## Tartalma
A béke értelmében az Oszmán Birodalom kénytelen volt elismerni az addig fennhatósága alatt tartott Krími Tatár Kánság függetlenségét, valamint az Orosz Birodalom védnökségét Moldova és Havasalföld felett. Az oroszok kijáratot kaptak az addig kizárólag török fennhatóság alatt álló Fekete-tengerre és szabadon hajózhattak rajta, hozzájuk került a Kercs-félsziget, Azov, valamint a Dnyeper és Déli-Bug folyók közti terület. Oroszország ezen kívül megkapta azokat a kereskedelmi kiváltságokat, amelyekkel Nagy-Britannia és Franciaország rendelkezett, és jogot szerzett arra, hogy konzulokat nevezzen ki a török városokba. A Portát jóvátétel fizetésére kötelezték.
A szerződés VII. és XIV. cikkelyében a Porta biztosítékokat adott az Oszmán Birodalomban élő ortodox keresztények kérdésében; ezeket utóbb Oroszország úgy értelmezte, hogy joga van e felekezet híveinek védelmére az Oszmán Birodalmon teljes területén.

## Hatása
A béke következtében az oroszok fontos pozíciókat szereztek az Oszmán Birodalomban. A román fejedelemségekből ugyan kivonták csapataikat, de a szerződés jogot adott Oroszországnak, hogy képviselje őket a Portával szemben. Így például el tudták érni, hogy pontosan meghatározzák adófizetési és élelmiszerszállítási kötelezettségeiket.  A két fejedelemséget két évre mentesítették a harács alól, és a török várak
körüli elfoglalt földeket vissza kellett szolgáltatni tulajdonosuknak. A román bojárok arra használták az orosz befolyást, hogy Szentpétervárra küldött jelentéseikben fogalmazzák meg politikai követeléseiket: a korábbi kormányzati rendszer visszaállítása, a fanarióták fejedelemmé kinevezésének megszüntetése.
Szintén fontos eredménynek számított az Oszmán Birodalom területén élő keresztények feletti védnökség, ugyanis jól illeszkedett II. Katalin orosz cárnő távlati terveibe: az Oszmán Birodalom felosztása és a Bizánci Császárság újjáélesztése orosz védnökség alatt; ehhez persze meg kellett nyernie a térségben szintén érdekelt Ausztria támogatását. A szerződés ezen pontjainak eltérő értelmezése szolgált ürügyül 1853-ban a krími háború kirobbanásához.
Hajózási szempontból a kücsük-kajnardzsi béke egy korszak végét jelentette, mivel véget vetett a mintegy háromszáz éves török hegemóniának a Fekete-tengeren. Mivel Oroszország számára ezzel megnyílt a kereskedelem lehetősége a Földközi-tenger irányába is, a Fekete-tenger északi partvidékén számos gazdasági fejlesztést indítottak el. Egyúttal azonban a Fekete-tenger biztonsági kockázattá is vált Oroszország számára, aminek a megoldását a Krím bekebelezése jelentette, amire már 1779-ben is történt kísérlet, majd 1783-ban meg is valósult. A kücsük-kajnardzsi szerződést az 1783-as orosz–török kereskedelmi egyezmény egészítette ki, amely biztosította az orosz kereskedelmi hajók számára a tengerszorosok korlátlan használatát.
A béke továbbá lehetővé tette az Oszmán Birodalom keresztény alattvalóinak, hogy orosz zászló alatt hajózzanak – ezt a görögök ki is használták nagy kereskedelmi flotta létesítésére.